# Nationale Vergadering (Botswana)
De Nationale Vergadering van Botswana (Engels: National Assembly of Botswana) is een eenkamerparlement en telt 65 leden. Van hen worden er 57 voor een periode van vijf jaar direct gekozen via een districtenstelsel. De president en de  Attorney general zijn ex officio lid van het parlement. Daarnaast kiest de Nationale Vergadering 6 gecoöpteerde leden. Het parlement kiest de president van het land, die een keer herkozen kan worden.
Botswana is samen met Mauritius het enige land in Afrika dat ononderbroken een democratie is gebleven. Sinds de onafhankelijkheid in 1966 heeft de Botswaanse Democratische Partij (BDP) een absolute meerderheid in het parlement. Bij de verkiezingen van 2019 kreeg de BDP 53% van de stemmen, goed voor 38 zetels.
Hoewel geen onderdeel uitmakend van het parlement, kent Botswana ook een House of Chiefs (Ntlo ya Dikgosi), een adviserend orgaan dat bestaat uit (erfelijke) stamhoofden (Chiefs).

## Zetelverdeling

Zetelverdeling na de verkiezingen van 2019

## Lijst van voorzitters van de Nationale Vergadering
| Naam                    | Periode    | Partij | Partij                    |
| ----------------------- | ---------- | ------ | ------------------------- |
| Alfred Merriweather OBE | 1965–1968  |        | Botswana Democratic Party |
| Albert Frank Lock       | 1968–1979  |        | Botswana Democratic Party |
| James G. Haskins OBE    | 1979–1989  |        | Botswana Democratic Party |
| Moutlakgola P. K. Nwako | 1989–1999  |        | Botswana Democratic Party |
| Matlapeng Ray Molomo    | 1999–2004  |        | Botswana Democratic Party |
| Patrick Balopi          | 2004–2009  |        | Botswana Democratic Party |
| Margaret Nasha          | 2009–2014  |        | Botswana Democratic Party |
| Gladys Kokorwe          | 2014–2019  |        | Botswana Democratic Party |
| Phandu Skelemani        | 2019-heden |        | Botswana Democratic Party |

## Overzicht parlementsverkiezingen
- Parlementsverkiezingen in het Protectoraat Beetsjoeanaland (1965)
- Botswaanse parlementsverkiezingen (1969)
- Botswaanse parlementsverkiezingen (1974)
- Botswaanse parlementsverkiezingen (1979)
- Botswaanse parlementsverkiezingen (1984)
- Botswaanse parlementsverkiezingen (1989)
- Botswaanse parlementsverkiezingen (1994)
- Botswaanse parlementsverkiezingen (1999)
- Botswaanse parlementsverkiezingen (2004)
- Botswaanse parlementsverkiezingen (2009)
- Botswaanse parlementsverkiezingen (2014)
- Botswaanse parlementsverkiezingen (2019)